# Hank
Hank är en ring eller ögla (bestående av vriden gren, vidja, rep, band, järntråd och dylikt) som något hängs upp eller hakas fast i. Störarna i gärdesgårdar sammanbinds traditionellt med hankar, tillverkade av smala grenar av gran eller en, som före användningen basas över eld för att bli böjliga.